# Enchodontoidea
Enchodontoidea — вимерла надродина авлопоподібних риб підряду  Alepisauroidei, що існувала у пізній крейді (99,7-66,0 млн років тому). Скам'янілі рештки знайдені у Північній Америці, Бразилії, Європі та Азії.